# Aqui Tão Longe
 (août 2022).
La mise en forme du texte ne suit pas les recommandations de Wikipédia : il faut le « wikifier ».
Les points d'amélioration suivants sont les cas les plus fréquents :
- Les titres sont pré-formatés par le logiciel. Ils ne sont ni en capitales, ni en gras.
- Le texte ne doit pas être écrit en capitales (les noms de famille non plus), ni en gras, ni en italique, ni en « petit »…
- Le gras n'est utilisé que pour surligner le titre de l'article dans l'introduction, une seule fois.
- L'italique est rarement utilisé : mots en langue étrangère, titres d'œuvres, noms de bateaux, etc.
- Les citations ne sont pas en italique mais en corps de texte normal. Elles sont entourées par des guillemets français : « et ».
- Les listes à puces sont à éviter, des paragraphes rédigés étant largement préférés. Les tableaux sont à réserver à la présentation de données structurées (résultats, etc.).
- Les appels de note de bas de page (petits chiffres en exposant, introduits par l'outil «  Source ») sont à placer entre la fin de phrase et le point final[comme ça].
- Les liens internes (vers d'autres articles de Wikipédia) sont à choisir avec parcimonie. Créez des liens vers des articles approfondissant le sujet. Les termes génériques sans rapport avec le sujet sont à éviter, ainsi que les répétitions de liens vers un même terme.
- Les liens externes sont à placer uniquement dans une section « Liens externes », à la fin de l'article. Ces liens sont à choisir avec parcimonie suivant les règles définies. Si un lien sert de source à l'article, son insertion dans le texte est à faire par les notes de bas de page.
- La présentation des références doit suivre les conventions bibliographiques. Il est recommandé d'utiliser les modèles {{Ouvrage}}, {{Chapitre}}, {{Article}}, {{Lien web}} et/ou {{Bibliographie}}. Le mode d'édition visuel peut mettre en forme automatiquement les références.
- Insérer une infobox (cadre d'informations à droite) n'est pas obligatoire pour parachever la mise en page.

Pour une aide détaillée, merci de consulter Aide:Wikification.
Si vous pensez que ces points ont été résolus, vous pouvez retirer ce bandeau et améliorer la mise en forme d'un autre article.
Aqui Tanto Fare est une série télévisée dramatique portugaise. Mettant en vedette les actrices Fátima Belo et Filipa Areosa , cette série  a été produit par SP Televisão , pour être diffusé sur RTP1.
Composée de 16 épisodes, la diffusion de la première saison débute le mardi 29 mars 2016  à 21h45. Avec un nombre égal d'épisodes, la deuxième saison a été créée le 27 avril de la même année. Le dernier épisode a été diffusé le 26 mai 2016 .

## Synopsis
Quand le monde s'effondre autour d'elle, Júlia remet tout en question. Il se demande si cela vaut la peine d'abandonner autant pour le bien de la famille. A failli perdre sa fille. Cristina n'a pas pu monter à bord de l'avion qui s'est écrasé, les médias l'appellent la seule survivante, on parle d'un acte de terrorisme... La méfiance grandit sur les réseaux sociaux : savait-elle ce qui allait se passer ?

## Production
En novembre 2015 , Filipa Areosa, Margarida Carpinteiro, José Mata, Fátima Belo et Miguel Damião étaient les premières confirmations au casting de la série  . Le 18 novembre , 
Les enregistrements des 32 épisodes ont eu lieu entre décembre 2015 et février 2016 .
La date de première de la série a été fixée au mardi 29 mars 2016 à 21h45, en remplacement de Bem-vindos a Beirais qui avait diffusé le dernier épisode de sa quatrième saison la semaine précédente.
Comme pour « Therapy », les épisodes d' Aqui Tanto Fare ont été mis à disposition en avant-première sur RTP Play, huit heures avant leur diffusion sur la chaîne  .

## Distribution

### Acteurs principaux
- Fátima Belo : Júlia Torres
- Filipa Areosa : Cristina Lindo
- Miguel Damião : Carlos Torres
- José Mata : João Simões
- Margarida Carpinteiro : Lurdes Simões
- Rui Mendes : Afonso Castro
- Inês Curado : Ana Monteiro
- Rodrigo Antunes, : Pedro Torres

### Acteurs récurrents
- Cláudio da Silva : Martim Azevedo
- Carlos Malvarez : Jorge Subtil
- Jacob Jan de Graaf : Harry Townsend
- Manuela Couto : Andreia Soeiro
- Duarte Grilo : Dr. Miguel
- Leonor Vasconcelos : como Mia
- Luís Lucas : Dr. Silvério
- Joana Barradas : Isabel
- Sofia Correia : Diana
- José Carlos Garcia : Gaspar

## Fiche technique
- Créé par : Filipe Homem Fonseca
- Scénario : Filipe Homem Fonseca , Nuno Duarte, Pedro Goulão, Luís Filipe Borges, Tiago R. Santos
- Réalisé par : Jorge Cardoso et Ricardo Inácio
- Annotateur : Fábio Freitas
- 1er assistant réalisateur : Roberto Roque
- 2e assistant réalisateur : Miguel Bastos
- Directeur de la photographie : Miguel Trabucho

## Liste des épisodes

### Saison 1 (2016)
1. Portugal acorda em choque[5]
2. Letra de menina[6]
3. Tempo perdido[7]
4. Vestido preto[8]
5. O gato de Schrodinger[9]
6. O caminho menos tomado[10]
7. O escritório[11]
8. A gaiola aberta[12]
9. A filha pródiga[13]
10. Roupa suja[14]
11. Amanhã esquecido[15]
12. Quando nos toca a nós[16]
13. Um pássaro na mão[17]
14. Cortina de fumo[18]
15. Cá se fazem[19]
16. A bomba relutante[20]

### Saison 2 (2016)
1. Portugal acorda do choque
2. Zona de conforto
3. Máquina
4. Arrastar a asa
5. Lâmina
6. Parar é morrer
7. O baloiço
8. Assombração
9. Passo em falso
10. Sombras
11. Dar o peito às balas
12. É a vida
13. Até que a morte nos separe
14. O mestre do tempo
15. A oração
16. Últimos cartuchos

## Réception

### Audiences
Boosté par la diffusion après le match de football Portugal x Belgique, le premier épisode d' Aqui Tao Longe a enregistré le meilleur résultat audiométrique de la série : 6,9 % d'audience et 12,5 % de part de marché (environ 636 000 spectateurs) . Ainsi, il a dépassé Bem-Vindos a Beirais , une série qui s'est terminée avec une part moyenne de 8,1%.
Le deuxième épisode de la série n'a attiré que 313 000 téléspectateurs, s'imposant comme le sixième programme sur RTP1. 440 000 téléspectateurs avaient disparu entre le premier et le quatrième épisode  .
Avec l'arrivée de la nouvelle saison, la série a pris ses distances avec les programmes de compétition : Coração d'Ouro (SIC) et A Única Mulher (TVI). Le premier épisode de la deuxième saison a enregistré 2,4 % d'audience moyenne et 5,0 % de part, soit une moyenne de 229 200 spectateurs  . Le dernier épisode a été le 28e programme le plus regardé de la journée et a enregistré 2,3 % d'audience et 5,1 % de part, après avoir été diffusé. à 21h58

### Critique
En général, la série est passée inaperçue des critiques portugais. Eduardo Cintra Torres, dans Correio da Manhã , compare Aqui jusqu'ici à « la concurrence brutale de l'extérieur », concluant que la série est « faible, elle ne laisse aucune trace »  . Avec un avis contraire, écrivant sur le premier épisode de la série, Bruno Esteves ( Ideias e Opiniões ) fait l'éloge des acteurs et du scénario, soulignant « le point de départ, les thèmes actuels et qui nous renvoient au Portugal d'aujourd'hui (comme le chômage, le terrorisme , peur, incertitude de l'avenir, éloignement, amour, trahison ou vieillesse, par exemple), le premier contact avec les personnages, la rapidité et l'intensité des événements »